# Hydropsyche incommoda
Hydropsyche incommoda är en nattsländeart som beskrevs av Hagen 1861. Hydropsyche incommoda ingår i släktet Hydropsyche och familjen ryssjenattsländor. Inga underarter finns listade i Catalogue of Life.